# جون واتسون ميلتون
جون واتسون ميلتون (بالإنجليزية: John Watson Milton)‏ هو كاتب وسياسي أمريكي، ولد في 19 أغسطس 1935. حزبياً، نشط في الحزب الديمقراطي. وقد انتخب عضو مجلس ولاية مينيسوتا.